# Alfredo Vizcarra
Gilberto Alfredo Vizcarra Mori, S.J. (Lima, 11 de febrero de 1960) es un sacerdote jesuita y abogado peruano. Es el actual arzobispo metropolitano de Trujillo, desde el 11 de febrero de 2025. Anteriormente fue vicario apostólico de Jaén en Perú (2014-2025).

## Biografía
Nacido en Lima, cursó sus estudios escolares en el Colegio La Salle de dicha ciudad. Luego ingresó a la Facultad de Teología Pontificia y Civil de Lima (1977-1979) y a la Universidad Nacional Mayor de San Marcos (1980-1981) para estudiar Derecho Civil.
En 1982 ingresó al noviciado de la Compañía de Jesús y continuó sus estudios de Filosofía en la Pontificia Universidad Católica de Chile (1985-1987), y de Teología en la Facultad Jesuita de Belo Horizonte en Brasil (1991-1994), donde se graduó de bachiller. Logró también una licenciatura en lengua árabe en El Cairo (1994-1996), y otra en el Pontificio Instituto de Estudios Árabes e Islámicos de Roma (2001-2003). Habla fluidamente los idiomas portugués, francés, italiano, árabe clásico y árabe chadiano.
Fue ordenado sacerdote el 31 de julio de 1994 e hizo sus votos en la compañía jesuita el 15 de agosto de 2001. Fue enviado como misionero al país africano de Chad, donde fue párroco de San Pedro y San Pablo en Bitkine (1997-2000) y de San Ignacio en el vicariato de Mongo (2003-2011), así como vicario parroquial en Santa Teresa del Niño Jesús en Abéché (2012-2013). También ejerció como superior local y promovió la fundación del proyecto educativo Fe y Alegría. De regreso a Lima, fue director espiritual del Colegio de la Inmaculada (2013-2014).
El 11 de junio de 2014, el papa Francisco lo preconizó como obispo titular de Autenti y vicario apostólico de Jaén o San Francisco Javier en el Perú. Su ordenación episcopal e instalación se realizó el 15 de agosto, en una ceremonia presidida por monseñor Pedro Barreto, arzobispo de Huancayo. En el ejercicio de dicha función, fue elegido presidente de la Comisión Episcopal para los Laicos y Juventud para el período 2018-2022, y reelegido para el trienio 2022-2025.
El 11 de febrero de 2025 fue nombrado arzobispo de Trujillo por el papa Francisco, reemplazando a monseñor Miguel Cabrejos Vidarte, que había renunciado por límite de edad. El 29 de junio del mismo año, durante la festividad de San Pedro y San Pablo en Roma, recibió el palio arzobispal de manos del nuevo papa, León XIV, de nacionalidad estadounidense y peruana.